# Liste des cavités naturelles les plus longues du Morbihan

Département du Morbihan.

La liste des cavités naturelles les plus longues du département du Morbihan recense sous la forme d'un tableau, les cavités souterraines naturelles connues, dont le développement est supérieur ou égal à vingt mètres.
La communauté spéléologique considère qu'une cavité souterraine naturelle n'existe vraiment qu'à partir du moment où elle est « inventée » c'est-à-dire découverte (ou redécouverte), inventoriée, topographiée et publiée. Bien sûr, la réalité physique d'une cavité naturelle est la plupart du temps bien antérieure à sa découverte par l'homme ; cependant tant qu'elle n'est pas explorée, mesurée et révélée, la cavité naturelle n'appartient pas au domaine de la connaissance partagée.
La liste spéléométrique des plus longues cavités naturelles du Morbihan (≥ 20 m) est  actualisée fin 2018.
La plus longue cavité répertoriée dans le département du Morbihan est la grotte du Talut à Belle-Île-en-Mer (cf. ligne 1 du tableau ci-dessous).

## Cavités de développement supérieur ou égal à20m

### Liste
17 cavités sont recensées au 31-12-2018.
| Réf. | Cavités (autres noms)             | Communes              | Massifs ou zones géographiques | Coordonnées (WGS 84)        | Développement (en mètres) | Dénivelée (en mètres) | Sources ou références     | Mises à jour |
| ---- | --------------------------------- | --------------------- | ------------------------------ | --------------------------- | ------------------------- | --------------------- | ------------------------- | ------------ |
| 1    | Grottes du Talut                  | Bangor                | Belle-Île-en-Mer               | 47° 17′ 46″ N, 3° 13′ 24″ O | +000254, m                | +0000, m              | Spéléométrie de la France | 2000-00      |
| 2    | Trou du Vazen                     | Bangor                | Belle-Île-en-Mer               | 47° 18′ 54″ N, 3° 14′ 49″ O | +0 00073, m               | +0028, m              | Spéléométrie de la France | 2000-00      |
| 3    | Puits de Baguen-Hir               | Sauzon                | Belle-Île-en-Mer               | 47° 22′ 40″ N, 3° 14′ 59″ O | +0 00070, m               | +0030, m              | Spéléométrie de la France | 2000-00      |
| 4    | Gouffre d'Enfer                   | Groix                 | Île de Groix                   | 47° 37′ 24″ N, 3° 27′ 51″ O | +0 00049, m               | +0000, m              | Spéléométrie de la France | 2000-00      |
| 5    | Grotte de l'Apothicairerie        | Sauzon                | Belle-Île-en-Mer               | 47° 21′ 45″ N, 3° 15′ 40″ O | +0 00045, m               | +0000, m              | Page Wikipedia            | 2000-00      |
| 6    | Grotte de Donnant                 | Bangor                | Belle-Île-en-Mer               | 47° 19′ 26″ N, 3° 14′ 08″ O | +0 00043, m               | +0000, m              | Spéléométrie de la France | 2000-00      |
| 7    | Grotte de la Crique               | Groix                 | Île de Groix                   |                             | +0 00035, m               | +0000, m              | Spéléométrie de la France | 2000-00      |
| 8    | Grotte de Baguenères              | Bangor                | Belle-Île-en-Mer               |                             | +0 00033, m               | +0000, m              | Spéléométrie de la France | 2000-00      |
| 9    | Grotte de Port-Coton              | Bangor                | Belle-Île-en-Mer               | 47° 18′ 35″ N, 3° 14′ 19″ O | +0 00030, m               | +0000, m              | Spéléométrie de la France | 2000-00      |
| 10   | Grotte de la Pointe du Talus      | Ploemeur              |                                |                             | +0 00030, m               | +0000, m              | Spéléométrie de la France | 2000-00      |
| 11   | Grotte de Saint-Gildas n° 22      | Saint-Gildas-de-Rhuys | Presqu'île de Rhuys            |                             | +0 00026, m               | +0000, m              | Spéléométrie de la France | 2000-00      |
| 12   | Grotte de Saint-Gildas n° 16      | Saint-Gildas-de-Rhuys | Presqu'île de Rhuys            |                             | +0 00025, m               | +0000, m              | Spéléométrie de la France | 2000-00      |
| 13   | Grotte de Saint-Gildas n° 15      | Saint-Gildas-de-Rhuys | Presqu'île de Rhuys            |                             | +0 00024, m               | +0000, m              | Spéléométrie de la France | 2000-00      |
| 14   | Grotte de Saint-Gildas n° 19      | Saint-Gildas-de-Rhuys | Presqu'île de Rhuys            |                             | +0 00023, m               | +0000, m              | Spéléométrie de la France | 2000-00      |
| 15   | Grotte de Saint-Gildas n° 21      | Saint-Gildas-de-Rhuys | Presqu'île de Rhuys            |                             | +0 00021, m               | +0000, m              | Spéléométrie de la France | 2000-00      |
| 16   | Grotte de Saint-Gildas n° 18      | Saint-Gildas-de-Rhuys | Presqu'île de Rhuys            |                             | +0 00020, m               | +0000, m              | Spéléométrie de la France | 2000-00      |
| 17   | Grotte principale de Port-Fouquet | Le Palais             | Belle-Île-en-Mer               | 47° 21′ 40″ N, 3° 10′ 15″ O | +0 00020, m               | +0000, m              | Spéléométrie de la France | 2000-00      |

## Carte
| Talut Vazen Baguen-Hir Enfer Apothicairerie Donnant Port-Coton Port-Fouquet |